# Trailermuziek
Trailermuziek (een deelgroep van productiemuziek) is de achtergrondmuziek die gebruikt wordt voor filmpreviews, die niet altijd van de soundtrack van een film komen. Het doel van deze muziek is om de filmtrailer aan te vullen, te ondersteunen en volledig te maken. Omdat de partituur voor een film meestal pas gecomponeerd wordt nadat de film klaar is (ver nadat de trailers zijn uitgekomen), gebruikt een trailer meestal muziek van andere bronnen. Soms wordt de muziek uit andere succesvolle films of hitsongs gebruikt om een onderbewust verband te leggen.

## Soorten muziek
- Muziek van een soundtrack van andere films. Veel moderne films vullen hun trailers met muziek van andere campagnes, zoals: Dragonheart, Gladiator, The Lord of the Rings: The Two Towers, Dragon: The Bruce Lee Story, Edward Scissorhands, Come See the Paradise (27 times), Aliens (24 times), Bram Stoker's Dracula (18 keer)[1]
- Populaire of algemeen bekende muziek, vaak gekozen om de klank, toepasselijkheid van een tekst, of vertrouwdheid.
- Klassieke muziek, zoals Requiem van Mozart (Cliffhanger), de 9e symfonie van Beethoven (Die Hard), of Carmina Burana.
- Speciaal gecomponeerde muziek. Een van Hollywoods meest bekende componisten van trailermuziek is John Beal, die tussen 1970 en 2000 2.000 originele filmtrailerprojecten componeerde.[2] waaronder 40 van de meest winstgevende films ooit, zoals Star Wars, Forrest Gump, Titanic, Aladdin, The Last Samurai en The Matrix.
- Liederen, waaronder kopieën of imitaties van herkenbare (en vaak met dure vergunningen) liederen.
- Bibliotheekmuziek,  eerder gecomponeerde productiemuziek. Bibliotheken en platenmaatschappijen op het gebied van trailermuziek bieden hun muziek meestal niet aan het publiek aan en verkopen vergunningen uitsluitend aan filmstudio's. Maatschappijen die dat wel doen, zoals Immediate Music, Two Steps from Hell en Audiomachine, noemen hun muziek epic music. In 2014 bracht Imperativa Records een compilatiealbum uit van diverse artiesten van trailermuziek en epic music, die niet eerder openbaar beschikbaar waren, geheten "This is Epic Music, Volume I". Deze bevatte werken van Chris Field en X-Ray Dog.

## Trailermuziekmaatschappijen
Dit is een onvolledige lijst van platenmaatschappijen en productiebibliotheken die zich specialiseren in trailermuziek. 
- 615 Music
- APM Music
- audiomachine
- Benson Taylor
- Chris Field
- City of the Fallen
- Clint Mansell
- Corner Stone Cues
- E.S. Posthumus
- Future World Music
- Gerrit Kinkel Productions
- Groove Worx
- Hans Zimmer
- The Hit House Music
- Immediate Music / Globus
- Jesper Kyd
- Jo Blankenburg
- John Beal
- Les Friction
- LiquidCinema
- Pfeifer Broz. Music
- PostHaste Music Library
- Sencit Music
- Two Steps from Hell / Nick Phoenix / Thomas J. Bergersen
- Veigar Margeirsson
- X-Ray Dog
- Zack Hemsey